# Papilio blumei
Papilio blumei é uma borboleta da família Papilionidae e subfamília Papilioninae, encontrada na região biogeográfica da Australásia, próxima à região indo-malaia, e endêmica da ilha de Sulawesi (Celebes), na Indonésia. Foi classificada por Jean-Baptiste Alphonse Dechauffour de Boisduval, em 1836, na obra Histoire naturelle des insectes; spécies général des lépidoptères, o seu holótipo errôneamente citado como tendo sido coletado em Ambon; retirado da coleção de "M. Payen" e com o seu descritor específico homenageando o botânico Carl Ludwig Blume, que estudou a flora do Sudeste Asiático. Suas lagartas se alimentam de plantas dos gêneros Euodia e Toddalia (família Rutaceae).

## Descrição
Esta espécie possui, vista por cima, asas com envergadura máxima de 12 a 14 centímetros e de amplas margens negras com escamas alares em verde e com uma faixa de mesma coloração brilhante, central, atravessando as asas dianteiras e traseiras; estas últimas, em sua margem, com uma cadeia de grandes manchas verdes. O lado de baixo tem dois coloridos. A primeira parte é marrom escura e pulverizada por escamas alares esbranquiçadas. A segunda parte é esbranquiçada e tem veios escuros. Ambos os sexos apresentam pouco dimorfismo sexual e possuem um par de caudas azuladas, em forma de espátulas arredondadas, na metade inferior das asas posteriores.

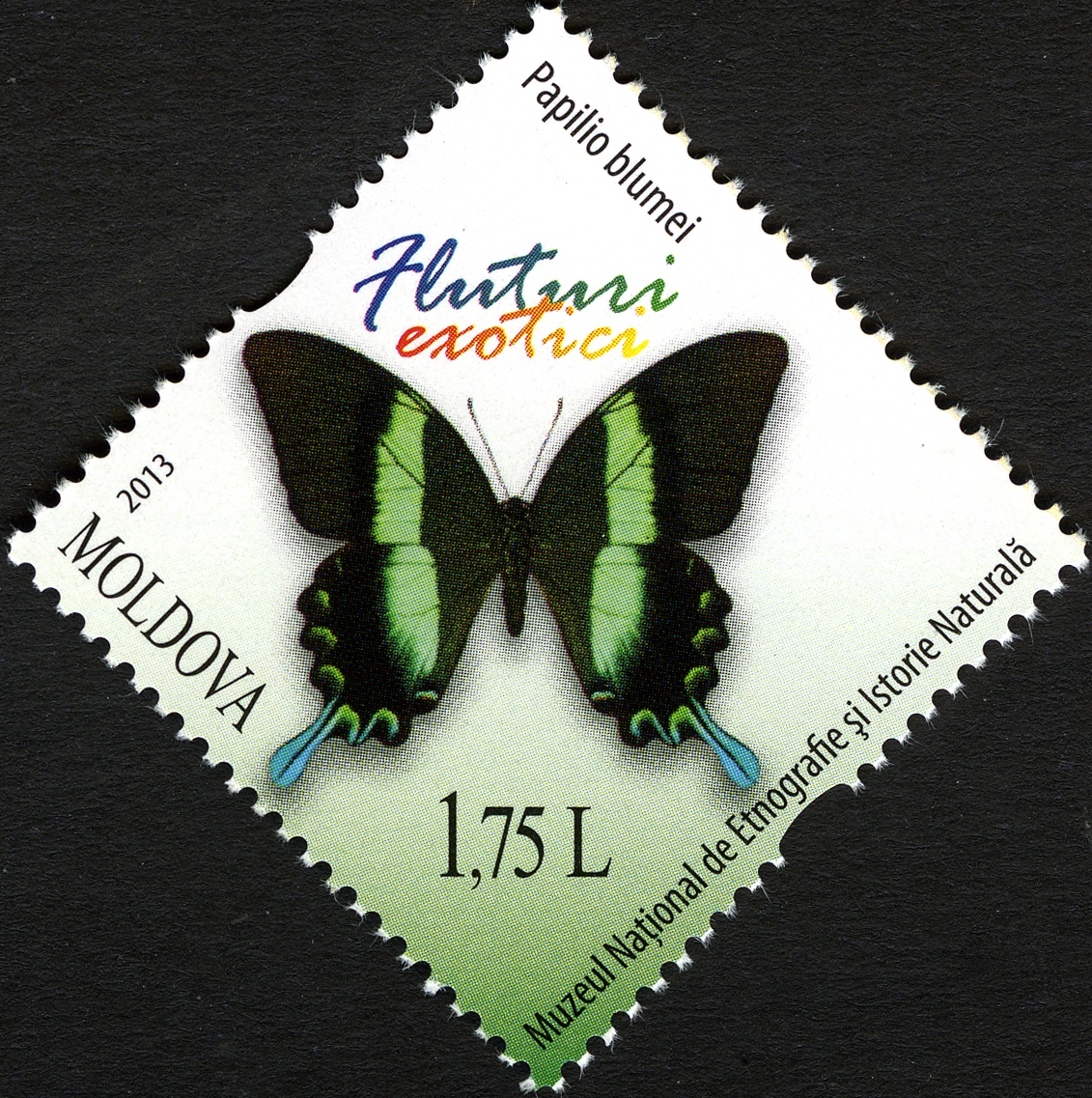
P. blumei ilustrado e um selo postal de Moldova (2013).

## Subespécies
P. blumei possui duas subespécies:
- Papilio blumei blumei - Descrita por Boisduval em 1836. Proveniente do norte de Sulawesi (Celebes).
- Papilio blumei fruhstorferi - Descrita por Röber em 1897. Proveniente do sul de Sulawesi.

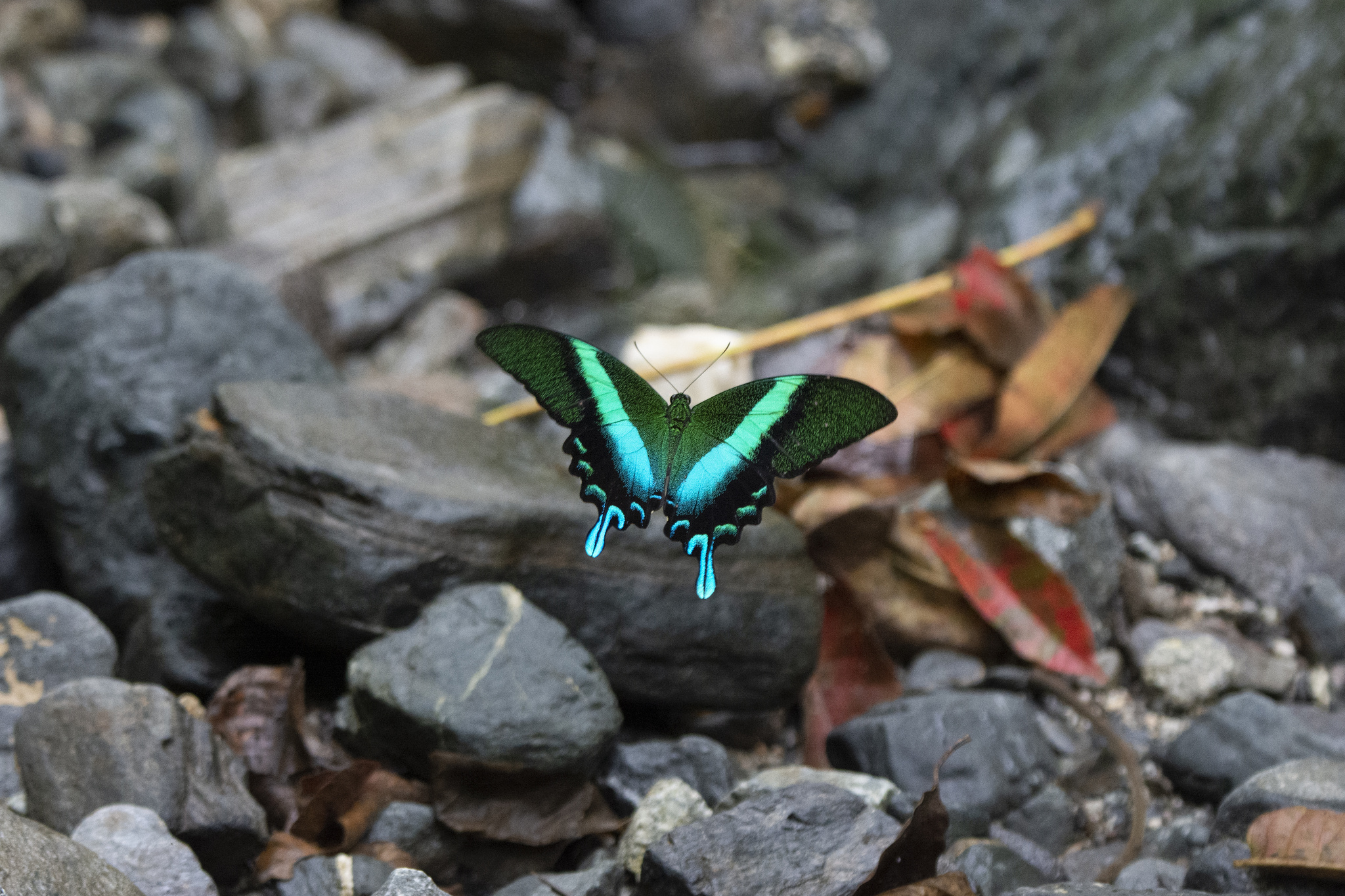
P. blumei ssp. blumei fotografado em seu habitat, nas Celebes Centrais (Sulawesi).